# Home of the Brave (chanson)
Pour les articles homonymes, voir Home of the Brave.
Home of the Brave est une chanson du groupe de rock américain Toto, enregistrée en 1988 sur le septième album du groupe The Seventh One. Elle a été co-composée par Jimmy Webb. 
Elle est chantée par le claviériste David Paich et la voix lead de l'époque, Joseph Williams et figure sur trois des albums live du groupe, Absolutely Live (1993), Live in Amsterdam (2003) et Live in Poland (35th Anniversary Tour) (2014).

## Le groupe en 1988
- Steve Lukather: guitares, chant (pas sur Home of The brave)
- David Paich: claviers, chant
- Joseph Williams: chant
- Jeff Porcaro: batterie, percussions
- Mike Porcaro: basse
- Steve Porcaro: claviers

## Le groupe en 2003
- Bobby Kimball: chant
- Steve Lukather: guitare, choriste
- Mike Porcaro: basse
- David Paich: claviers, chant
- Simon Phillips: batterie, percussion

Musiciens additionnels:
- Tony Spinner: guitare, choriste
- John Jessel: clavier, choriste

## Le groupe en 2014
- Joseph Williams: chant
- David Paich: claviers, chant
- Simon Phillips: batterie, percussion
- Nathan East: basse
- Steve Porcaro: clavier
- Steve Lukather: guitare, choriste
- Mabvuto Carpenter: choriste
- Amy Keys: choriste